# Savukoski
Savukoski (tiếng Sami Inari: Suovâkuoškâ, tiếng Sami Bắc: Suovvaguoika) là một đô thị của Phần Lan.
Đô thị này nằm ở tỉnh Lapland. Dân số là 1.385 người (năm 2003) với diện tích là 6.470,65 km² trong đó 49.27 km² là diện tích mặt nước. Mật độ dân số là 0.2 người mỗi km².
Đây là đô thị chỉ sử dụng tiếng Phần Lan.
Nhà cửa của Ông già Noel (Joulupukki) nằm ở Korvatunturi Fell ở đô thị Savukoski. Người Phần Lan tin rằng Ông già Noel sống ở đó. Savukoski là một trong những đô thị có diện tích lớn nhất Phần Lan nhưng lại có dân thưa thớt nhất. Vườn quốc gia Urho Kekkonen nằm ở Savukoski.